# Карлигаш (Кербулацький район)
Карлига́ш (каз. Қарлығаш) — село у складі Кербулацького району Жетисуської області Казахстану. Входить до складу Алтинемельського сільського округу.
У радянські часи село називалось Ферма № 3 совхоза імені Кірова.
Населення — 92 особи (2021; 160 у 2009, 177 у 1999, 295 у 1989).